# Can Masdeu
Pour les articles homonymes, voir Masdeu.
Can Masdeu est un centre social occupé, une résidence et un potager communautaire dans le parc de Collserola, aux environs de Barcelone. C'était un ancien hôpital de lépreux qui fut abandonné  pendant 53 ans. L'endroit fut connu en 2002, quand les occupants résistèrent à son délogement en s'enchaînant et en montant sur des trépieds. Pendant une opposition de 3 jours, la police fut incapable de déloger les occupants, ce qui mena à un procès. Après 3 ans, le procès fut gagné par les propriétaires mais aucun ordre de délogement ne fut émis depuis.

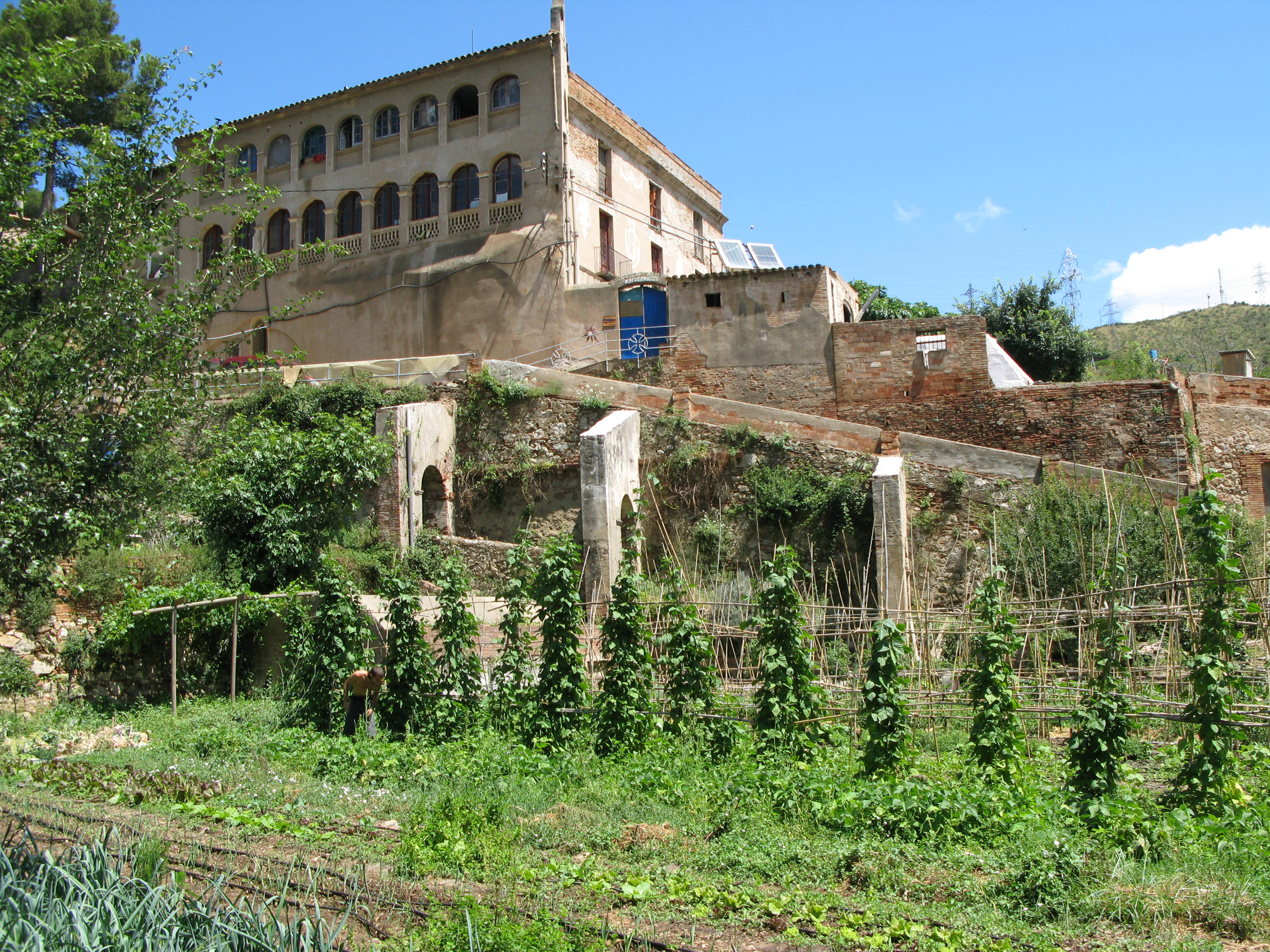
Les potagers communautaires de Can Masdeu sont les plus grands de Barcelone

La majorité des dimanches, le centre social ouvre et entre 100 et 300 personnes viennent participer aux activités liées à l'écologie, à l'activisme et à l'autogestion.